# SIAI S.16
Le SIAI S.16 est un hydravion italien de transport de passagers, ensuite utilisé militairement pour la reconnaissance et le bombardement.

## Conception et développement
Le S.13 est le premier hydravion conçu par la Societa Idrovolanti Alta Italia (SIAI) pour une utilisation civile de transport de passagers. C'était un hydravion biplan avec de la place pour cinq passagers. Le S.16 était propulsé par un seul moteur Fiat A.12bis. Des versions militaires furent équipés d'un cockpit avant aménagé pour accueillir un observateur-mitrailleur et de lance-bombes montés sous les ailes. La version militaire fut vendue au Brésil, à l'Union soviétique, à l'Espagne et à la Turquie.

## Variantes
- S.16 : Version de production de transport de passagers équipé d'un moteur Fiat A.12bis.
- S.16 bis : Version civile améliorée avec une coque renforcée, une capacité de carburant accrue et une plus grande hélice.
- S.16 bis M : Version militaire du S.16bis avec cockpit avant. L'URSS exploita cette version (80 avions) nommée S-16 bis, certains exemplaires furent construits sous licence en Espagne.
- S.16 ter : Version militaire améliorée, d'abord utilisé par la Marine italienne à partir de 1924, équipée d'un moteur Lorraine-Dietrich 12Db.
- S.23 : Variante simplifiée pour la formation, un seul exemplaire construit.

## Opérateurs

### Civils
Italie
- Aero Espresso Italiana (AEI) (2 S.16ter)

- Società Italiana Servizi Aerei (SISA) (4 S.16ter)

- Società Incremento Turistico Aereo Roma (SITAR) (2 S.16bis, 3 S.16ter et 1 S.16)

### Militaires
Brésil
- Marine Brésilienne (15)

 Espagne
- Armada espagnole (26 dont 10 construits localement)

 Royaume d'Italie
- Regia Marina (~103)

 Lettonie
- Marine Lettone (6)

 Turquie
- Armée de l'air turque (12)

 Union soviétique
- Marine Soviétique (80)

## Galerie

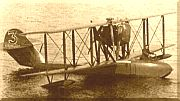
SIAI S.16
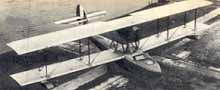
SIAI S.16bis
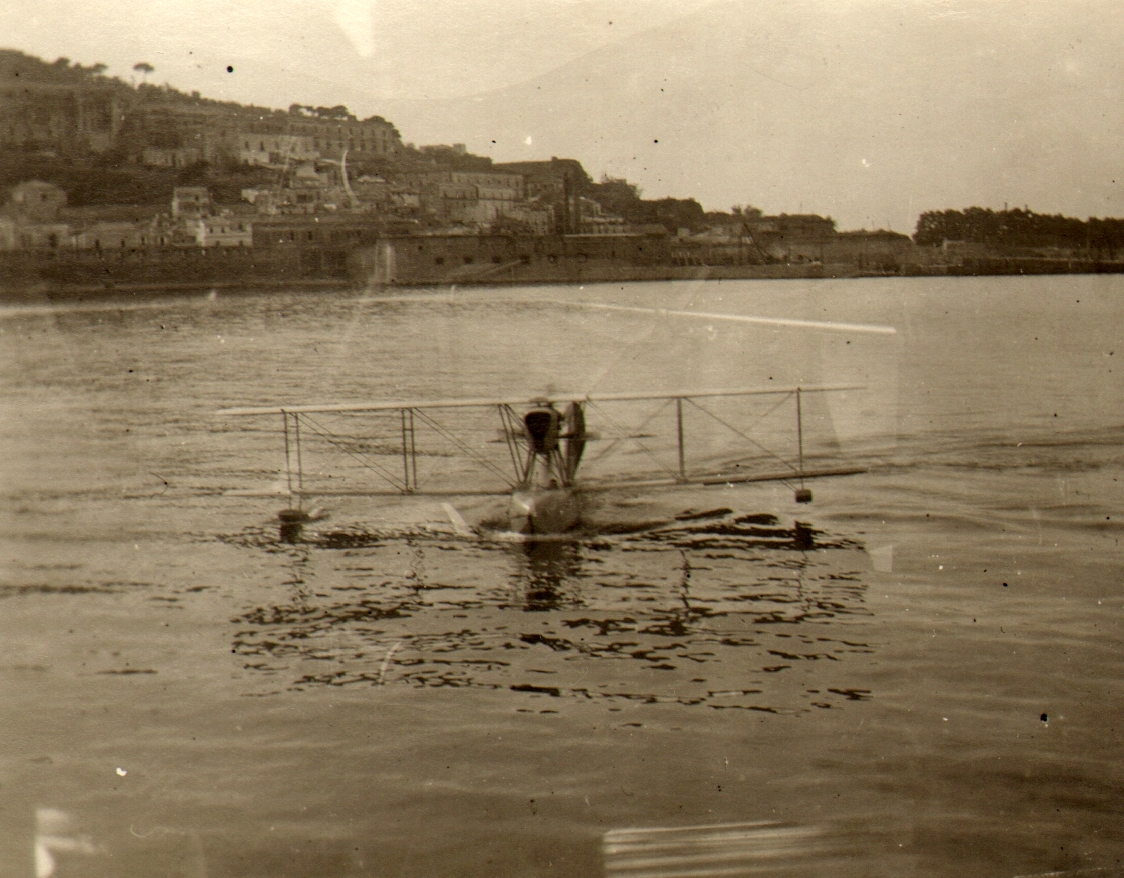
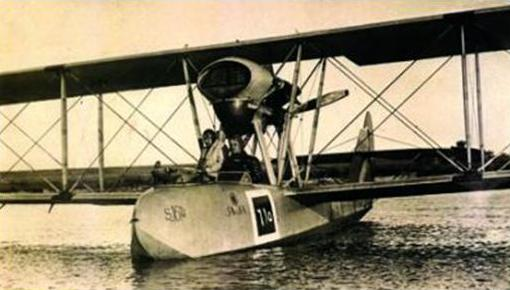
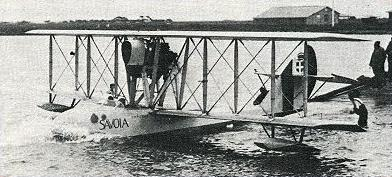
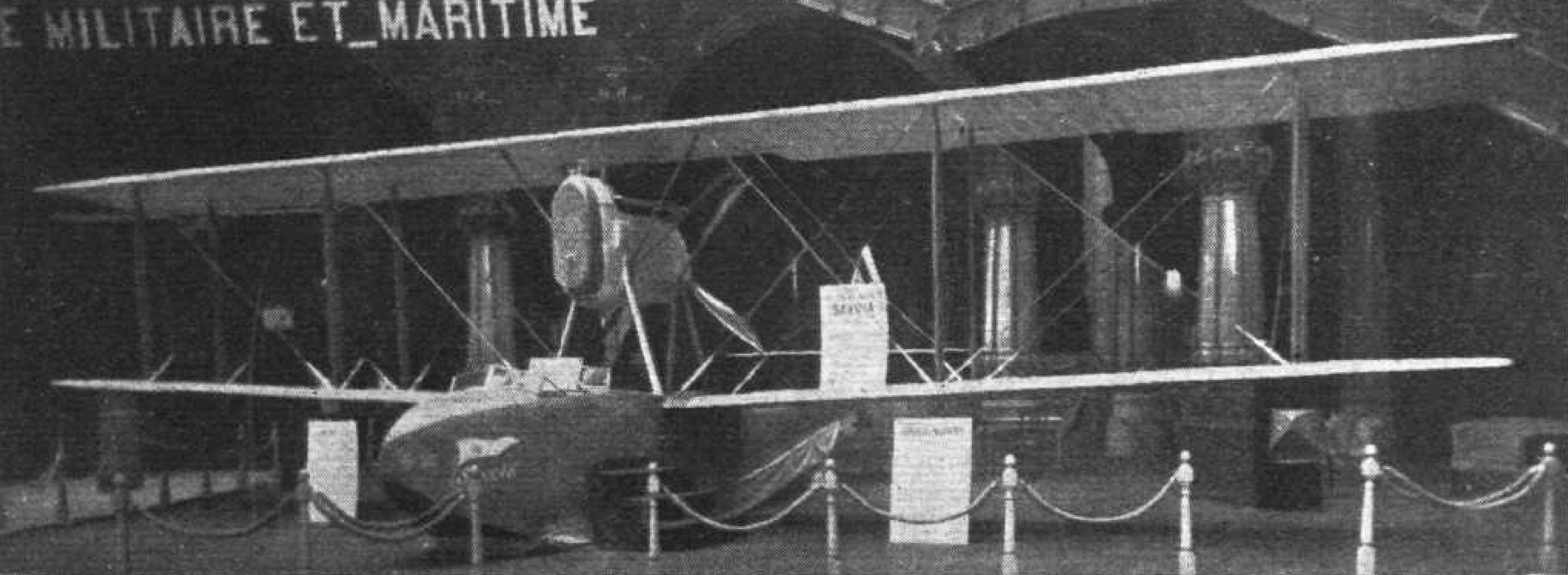
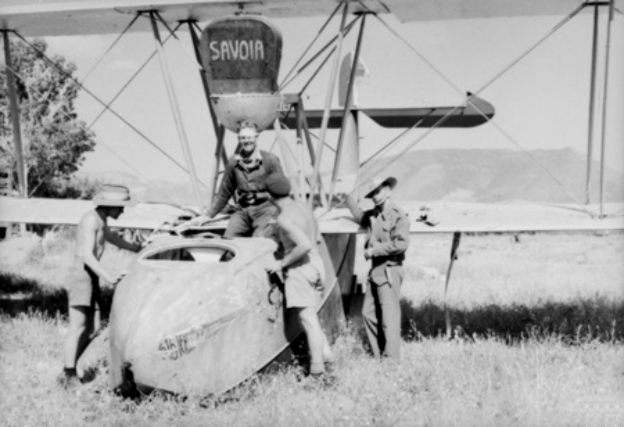
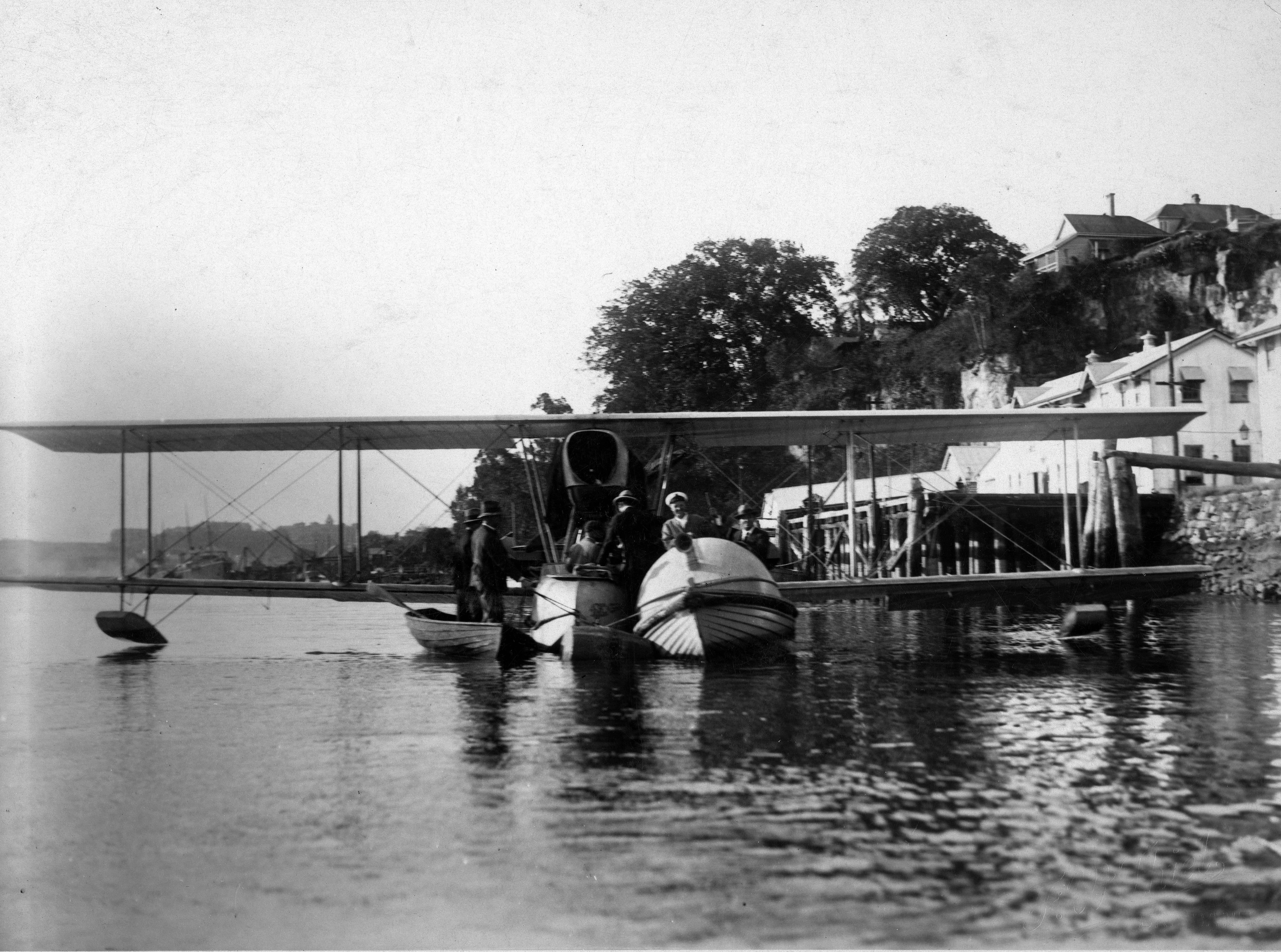
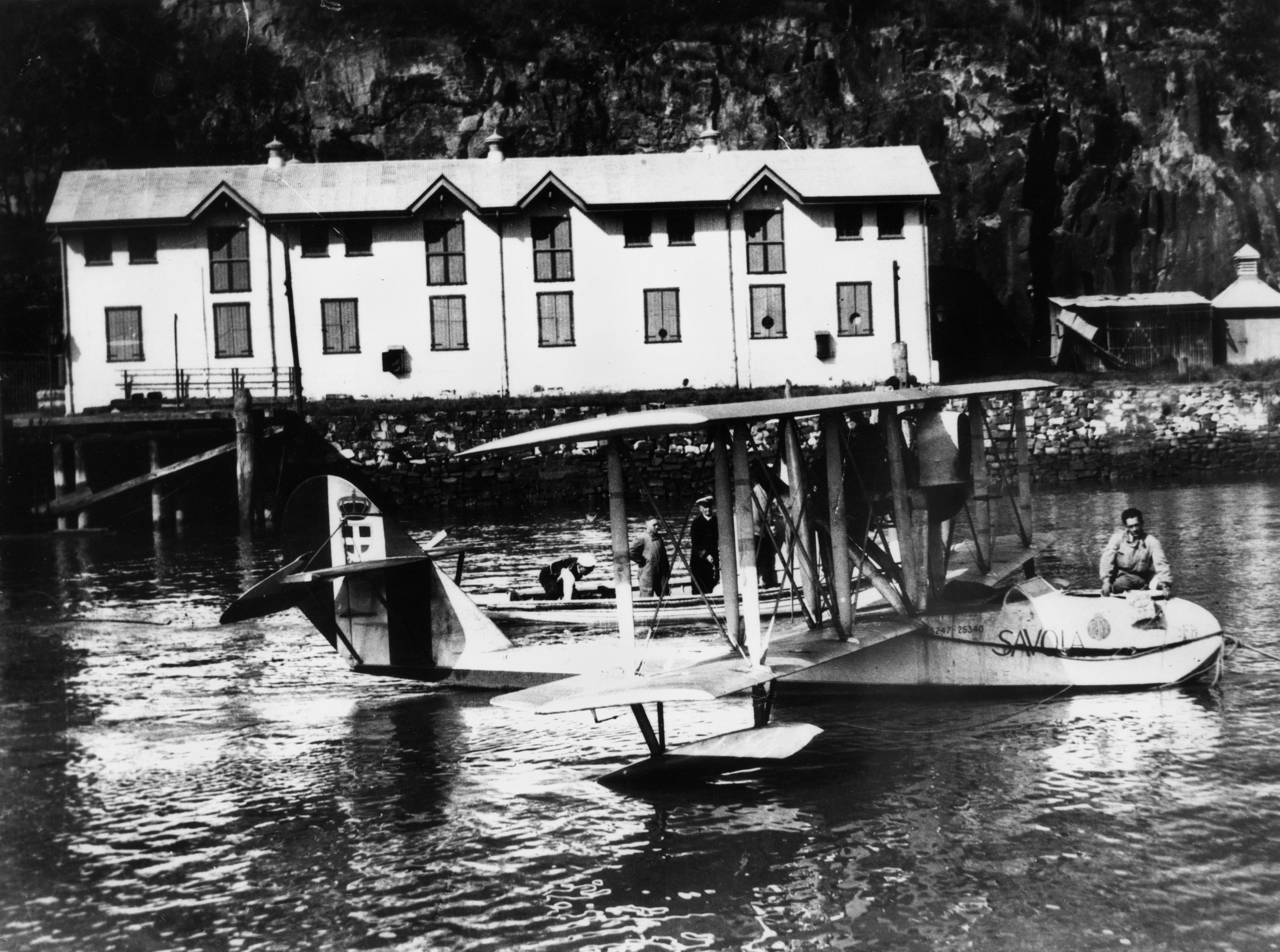
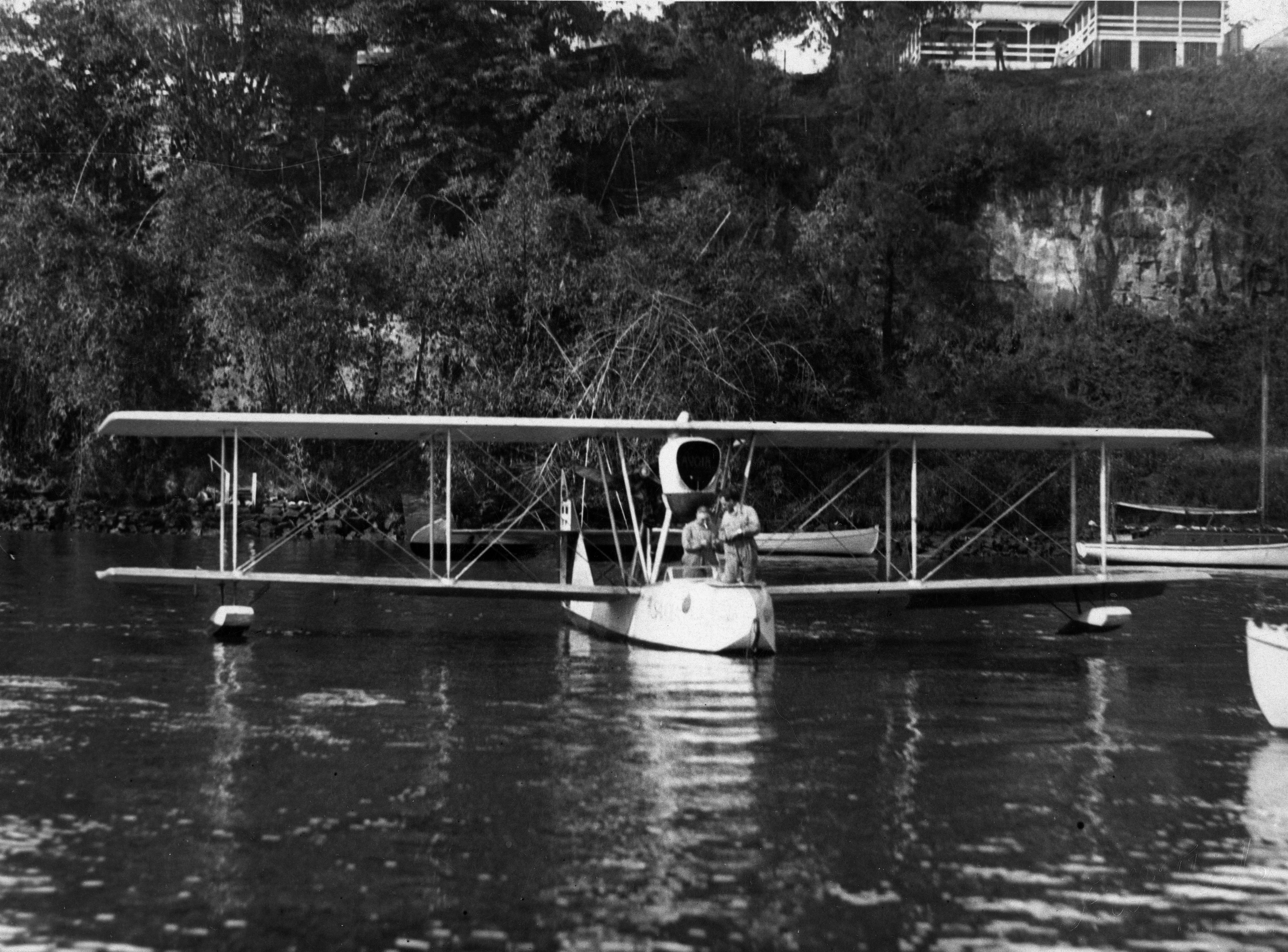
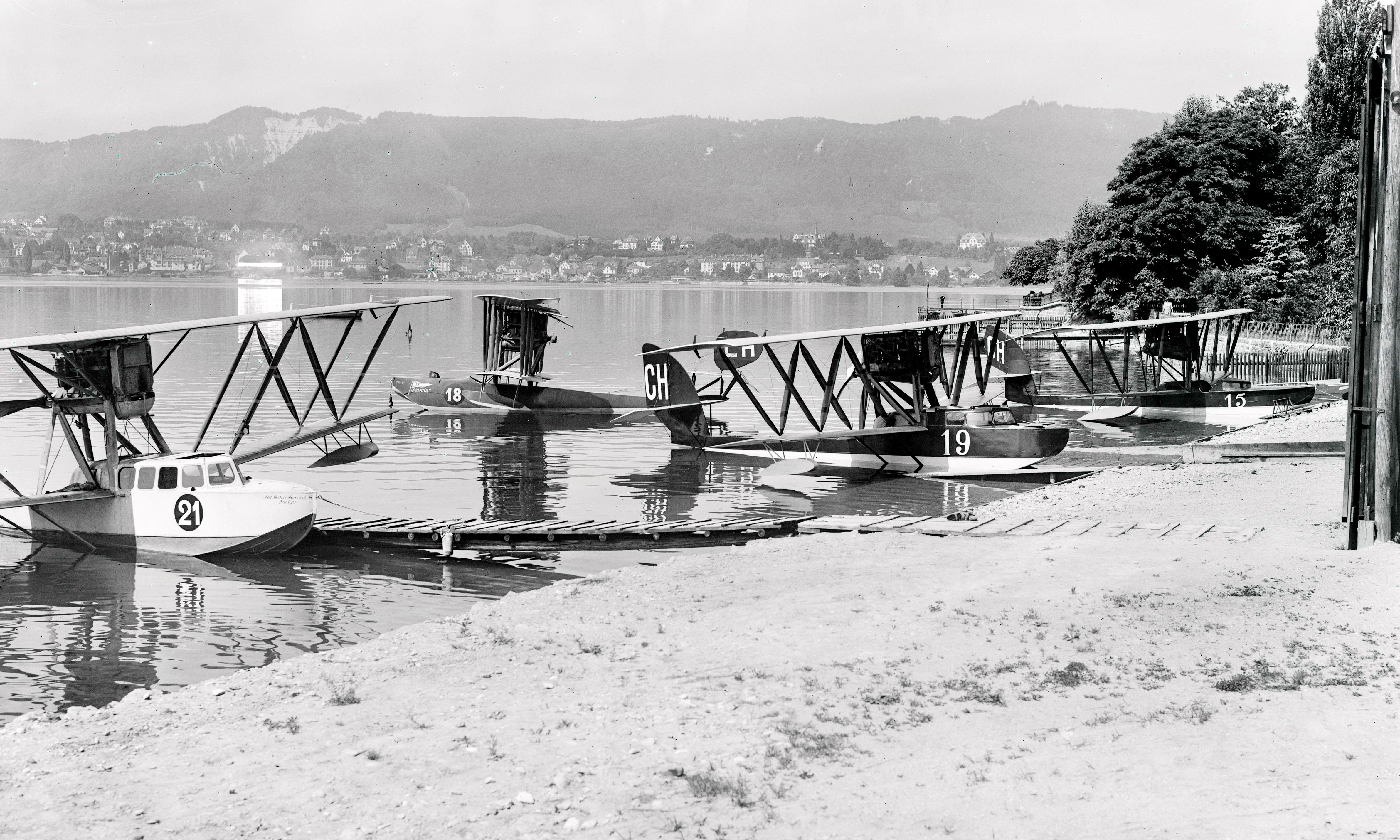
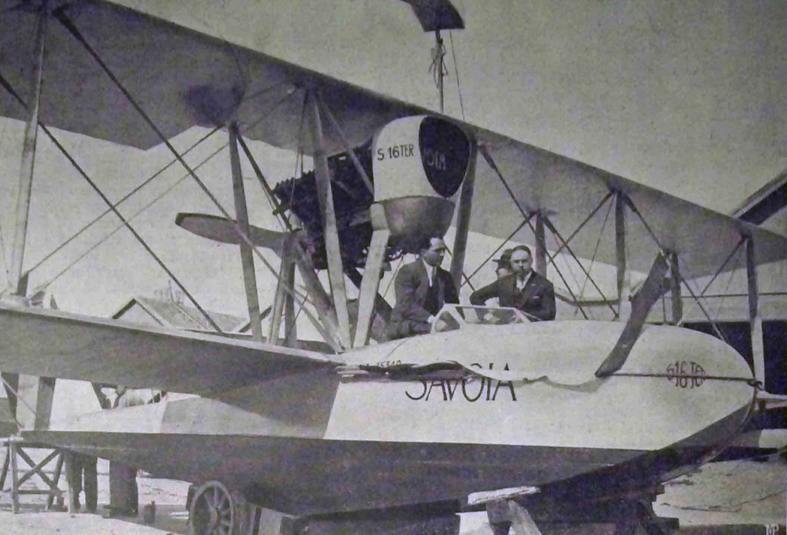